# Leonhard Atzberger
Leonhard Atzberger (* 23. Juni 1854 auf dem Rimberg, Bodenkirchen, Niederbayern; † 10. März 1918 in München) war ein römisch-katholischer Geistlicher und Dogmatiker.

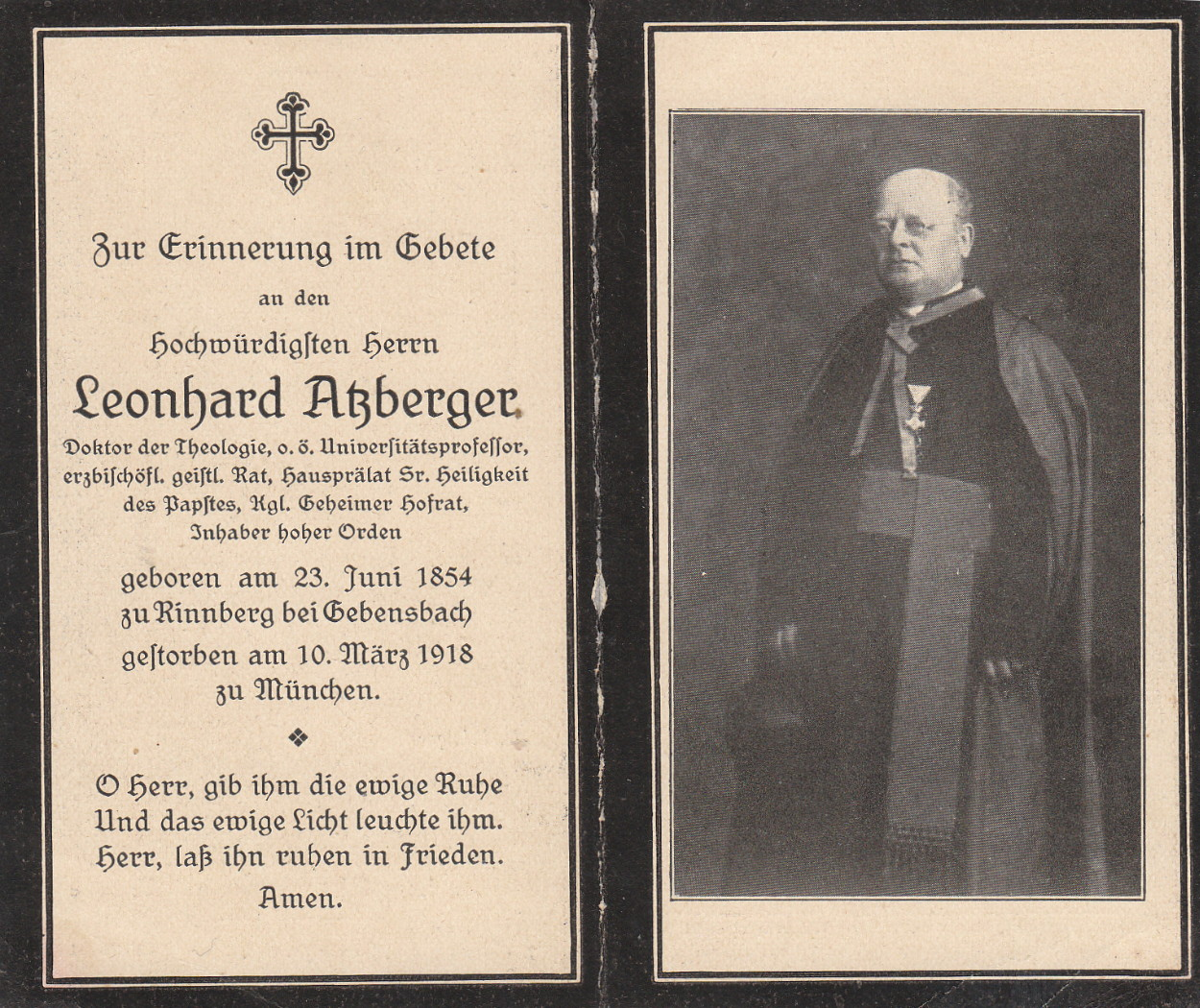
Totenzettel von Leonhard Atzberger

## Leben
Nach der Volksschule in Velden besuchte Leonhard Atzberger das Knabenseminar in Scheyern, bevor er auf das Gymnasium in Freising wechselte. Nach dem Abitur 1874 studierte er ein Jahr Philosophie am Lyzeum in Freising, dann drei Jahre Theologie an der Universität in München. In dieser Zeit lebte er im Collegium Georgianum. Als Student löste er im Studienjahr 1877/1878 die Preisaufgabe über die Logoslehre des heiligen Athanasius.
Nach seiner Priesterweihe am 29. Juni 1879 war Atzberger zunächst ein knappes Jahr lang Kooperator in Petting, dann zweieinhalb Jahre Kurat in der Münchner Pfarrei St. Johannes Nepomuk. In diesen Jahren setzte er auch seine Studien fort und promovierte am 5. März 1881 zum Dr. theol. Während seiner Arbeit als Subdiakon an der Münchener Kirche St. Michael habilitierte er sich mit einer weiteren dogmengeschichtlichen Arbeit über die Unsündlichkeit Christi.
Seit dem 10. Januar 1883 wirkte Atzberger an der Münchner Universität als Privatdozent. Am 16. April 1888 wurde Atzberger zum außerordentlichen Professor für Dogmatik und Apologetik ernannt. Die Stelle wurde am 1. Juli 1894 in eine ordentliche Professur für Dogmatik umgewandelt, nachdem sich Alois von Schmied auf die Apologetik zurückgezogen hatte.
Während seines Universitätsdienstes war Atzberger mehrfach Dekan und Senator. Er widmete sich innerhalb der Dogmatik insbesondere der Eschatologie. 1890 erschien seine Abhandlung über Die christliche Eschatologie in den Stadien ihrer Offenbarung im Alten und Neuen Testamente, 1896 eine zweite über Die Geschichte der christlichen Eschatologie innerhalb der vornicänischen Zeit. Bis 1903 vollendete er mit dem vierten Band Mathias Joseph Scheebens Handbuch der Dogmatik. Dieser Band erschien in drei Teilen (1898, 1901 und 1903). Insbesondere in der Eschatologie setzte er dabei eigene Akzente, was ihm den Vorwurf einbrachte, von Scheebens Ansatz abgerückt zu sein. 1907 erschienen seine eigenen Grundzüge der katholischen Dogmatik.
Atzberger machte sich zwischen 1882 und 1902 außerdem einen Namen als Universitätsprediger und aufgrund seines Engagements als Vorstand des St.-Vincentius-Vereins zur Unterstützung von Studierenden der Universität.

## Ehrungen
1905 wurde Leonhard Atzberger zum Geistlichen Rat des Erzbistums München und Freising ernannt, 1912 zum Päpstlichen Hausprälaten. 1906 erhielt er die IV. Klasse des Verdienstordens vom Heiligen Michael, 1912 die III. Klasse. 1916 wurde Atzberger mit dem Titel „Geheimer Hofrat“ geehrt. Ab 1886 war er Ehrenmitglied der katholischen Studentenverbindung KDStV Aenania München.

## Schriften
- Die Logoslehre des hl. Athanasius. Ihre Gegner und unmittelbaren Vorläufer. Eine dogmengeschichtliche Studie, München 1880
- Die Unsündlichkeit Christi. Historisch-dogmatisch dargestellt, München 1883
- Die christliche Eschatologie in den Stadien ihrer Offenbarung im Alten und Neuen Testamente, Freiburg i. Br. 1890
- Der Glaube. Apologetische Vorträge, Freiburg i. Br. 1891
- Geschichte der christlichen Eschatologie innerhalb der vornicänischen Zeit. Mit teilweiser Einbeziehung der Lehre vom christlichen Heil überhaupt, Freiburg i. Br. 1896
- M. J. Scheeben, Handbuch der katholischen Dogmatik, Vierter (Schluß-)Band, fortgesetzt von Leonhard Atzberger, 1898-1903; Freiburg i. Br. (2) 1925
- Grundzüge der katholischen Dogmatik. Ein Leitfaden für akademische Vorlesungen (Als Manuskript gedruckt), München 1907
- Was ist der Modernismus, Einsiedeln 1908

Lebensläufe und Studienmaterialien Atzbergers befinden sich im Archiv der Ludwig-Maximilians-Universität (Signatur: E-II-555).